# Teleteatro (programa de televisão)
Teleteatro foi um programa de televisão produzido e exibido pelo SBT, entre 19 de setembro de 1998 e 2 de janeiro de 1999 às 22 horas. Escrita por Crayton Sarzy com colaboração de Walter Praxedes e Henrique Zambelli. Eram adaptações teatrais exibidas em formato televisivo, sempre reunindo grandes nomes da televisão e do teatro.

## Elenco
- Tônia Carrero
- Irene Ravache
- Lucélia Santos
- Jussara Freire
- Ana Paula Arósio
- Osmar Prado
- Marcos Caruso
- Joana Fomm
- Tarcísio Filho
- Jandira Martini
- Caio Blat
- Cássio Scapin
- Suzy Rego
- Bete Coelho
- Sebastião Campos
- Joana Limaverde
- Marcelo Picchi
- Leandro Léo
- Chica Lopes
- Delano Avelar
- Augusto Gaspar
- Beto Nasci
- Lucas Ferreira
- Janaina Prado
- Oberdan Júnior

## Reprise
Foi reprisada aos sábados, em 2005, do dia 21 de maio ao dia 17 de setembro.

## Episódios
Datas da reprise, em 2005:
- 21/05 - O Mordomo
- 28/05 - Tensão
- 04/06 - O Ladrão
- 11/06 - Por Amor ou Por Dinheiro
- 18/06 - Encruzilhada
- 25/06 - Tudo por um Colar
- 02/07 - Cartas Marcadas
- 02/07 - Festival de Inverno
- 09/07 - Alma Envenenada
- 09/07 - O Perdão
- 16/07 - Um Pecado para Todos
- 23/07 - A Vingança
- 30/07 - Um Anjo em Minha Vida
- 06/08 - Do Destino Ninguém Foge
- 13/08 - A Mentira
- 13/08 - Meu Pai Herói
- 20/08 - No Amor Não Tem Reprise
- 27/08 - O Marido Perfeito
- 03/09 - Paixão de Outono
- 10/09 - O Passado de Lauro
- 17/09 - Um Homem Especial